# Frank Moro
Francisco Moro Rueda (Holguín; 11 de enero de 1944 - Miami; 21 de junio de 1993), más conocido artísticamente como Frank Moro fue un actor cubano-estadounidense que radicó en Puerto Rico y México.

## Biografía
Nació en Holguín, un pueblo ubicado en Oriente, Cuba. Fue hijo de Idelfonso Moro y Margot Rueda. Tuvo dos hermanos, Fernando y Flor. Abandonó su país natal a consecuencia de la Revolución Cubana, se instaló en Puerto Rico donde debutó como actor, haciendo un papel secundario en le telenovela Solamente tú, protagonizada por los destacados actores Braulio Castillo y Martita Martínez. Gracias a su talento ascendió hasta convertirse en galán y protagonista de telenovelas.
A mediados de década de los 70 la producción de telenovelas en Puerto Rico cesó, en la misma época en que el productor Ernesto Alonso viajó de México a Puerto Rico buscando un actor que fuera conocido en el resto del Caribe, pues México comenzaba a ascender cada vez más en la producción y difusión de telenovelas. Alonso realizó una encuesta y así llegó hasta Frank. Ambos partieron a México donde recibió su primera oportunidad del propio Alonso, interpretando a Raúl en la exitosa telenovela Paloma protagonizada por Ofelia Medina y Andrés García. A partir de esta telenovela forjó una sólida carrera como actor en México, gracias a su carisma y talento fue protagonista en la mayoría de las telenovelas en las que participó, como Al rojo vivo, El amor nunca muere, Bodas de odio (uno de sus papeles más recordados), El engaño y Atrapada, la que sería su última telenovela.
Moro se casó una vez mientras vivía en Puerto Rico pero después se divorció. Tuvo un hijo también llamado como él.
Fue presentador del programa Mundo Latino de la cadena Univisión, al lado de la también cubana Lucy Pereda.

## Muerte
En sus últimos años se radicó en Miami, donde murió a causa de un infarto, el 21 de junio de 1993, con 49 años de edad.

## Filmografía

### Telenovelas (México)
- Atrapada (1991-1992).... Jaime
- El engaño (1986).... Jorge Estévez
- Soltero en el aire (1984)
- Bodas de odio (1983-1984).... José Luis Álvarez
- El amor nunca muere (1982).... Guillermo Beltrán
- Al rojo vivo (1980-1981).... Jorge
- Conflictos de un médico (1980).... Raymundo de Anda
- Bella y Bestia (1979) .... Angus
- Yara (1979).... Mauricio
- Cartas para una víctima (1978-1979).... Charles
- Pacto de amor (1977-1978).... Federico
- Paloma (1975).... Raúl

### Películas
- Lola la trailera 3 (1991).... El Maestro
- Que viva el merengue y la lambada (1989)
- Justa venganza (1988)
- Maten al fugitivo (1986)
- El secuestro de Lola (1985).... El Maestro
- Prohibido amar en Nueva York (1982)
- Mamá, soy Paquito (1982).... Enrique Falcón
- El sexo de los pobres (1983)
- San Miguel el alto (1982)
- Las piernas del millón (1981)
- California Dancing Club (1981)
- Allá en la plaza Garibaldi (1981)
- Juventud sin freno (1979)
- Río de la muerte (1979).... Fernando
- Natas es Satán (1977).... Víctor Ramos
- Adiós Nueva York, adiós (1973)
- Mami (1971)
- Antesala de la silla eléctrica (1968)
- Un extraño en mi cama (1967)
- Tú, mi amor (1972)
- Libertad para la juventud

### Telenovelas (Puerto Rico)
- El cuarto mandamiento
- Esos hijos
- La noche del extraño
- Mujeres sin hombres
- La intrusa
- ¿Por qué Dios me hizo quererte?
- Solamente tú
- El hijo de Ángela María

## Teatro
- Chao
- Una vez a la semana
- Jaque a la reina
- La zorra y las uvas
- Escenificación
- El amado amante
- Canción de cuna
- El rebelde
- La sangre de Dios
- La dama de las camelias
- El sirviente

## Premios y nominaciones

### Premios ACE
| Año  | Categoría   | Telenovela    | Resultado |
| ---- | ----------- | ------------- | --------- |
| 1982 | Mejor Actor | Al rojo vivo  | Ganador   |
| 1987 | Mejor Actor | Bodas de Odio | Ganador   |